# Founders Fund

Logo des Founders Fond

Founders Fund ist ein US-amerikanisches Risikokapitalunternehmen mit Sitz in San Francisco, Kalifornien.

## Geschichte

### Fonds I
Der Fonds wurde 2005 von Peter Thiel unter Beteiligung von Ken Howery und Luke Nosek (alle drei Mitbegründer von PayPal), eingerichtet. Mit einem Volumen von 50 Millionen US-Dollar lag der Fokus zunächst auf Start- und Early-Stage-Finanzierungen von Internet-Unternehmen. 2006 holte Thiel den Napster-Mitbegründer und Gründungspräsidenten von Facebook, Sean Parker, als vierten Partner mit an Bord. Zu diesem Zeitpunkt hatte das Unternehmen in rund ein Dutzend Startups investiert.

### Fonds II
Im Jahr darauf kündigte der Founders Fund an, einen zweiten Fonds einzurichten, diesmal mit einem Volumen von 220 Millionen US-Dollar. Während die erste Runde noch von privaten Investoren getragen wurde, zielten Thiel und seine Partner diesmal auch auf Einlagen von Einrichtungen wie Universitäten und Stiftungen ab.

### Fonds III
2010 eröffnete das Unternehmen einen dritten Fonds in Höhe von 250 Millionen US-Dollar, mit dem Ziel, ihr Portfolio um Unternehmen zu erweitern, die an Lösungen für bedeutende wissenschaftliche und technische Problemstellungen arbeiten.

### Fonds IV
Die vierte Runde schloss das Unternehmen 2011 mit 625 Millionen US-Dollar ab, um von nun an vor allem in langfristige und nachhaltige Ideen zu investieren.

### Fonds V
Drei Jahre später, 2014, wurde der fünfte Fonds gestartet. Dabei wurde 1 Mrd. US-Dollar investiert.

### Fonds VI
2016 legte Founders Fund einen sechsten Fonds in Höhe von 1,3 Mrd. US-Dollar auf, wodurch sich das Gesamtkapital des Unternehmens auf mehr als 3 Mrd. US-Dollar erhöhte.

### Fonds VII
Im Jahr 2020 hat Founders Fund einen siebten Flaggschiff-Fonds auf, was 3 Mrd. US-Dollar an neuem Kapital bedeutet.

### Fonds VIII
Im Jahr 2022 hat Founders Fund einen achten Flaggschiff-Fonds aufgelegt, was mehr als 5 Milliarden Dollar an neuem Kapital bedeutet und das gesamte verwaltete Kapital des Unternehmens auf mehr als 11 Milliarden Dollar erhöht.

### Fonds IX
Im Jahr 2023 reduzierte der Founders Fund die Größe seines achten Risikokapitalfonds von 1,8 Mrd. US-Dollar auf 900 Mio. US-Dollar und leitete den Rest in seinen neunten Fonds um.

## Team
Zu Beginn des Jahres 2012 hatte das Unternehmen die folgenden sechs Partner:
- Peter Thiel – Mitbegründer von PayPal (1998), Gründer von Clarium Capital Management (2002) und Vorsitzender von Palantir Technologies (2004)
- Ken Howery – Mitbegründer von PayPal
- Luke Nosek – Mitbegründer von PayPal
- Bruce Gibney
- Brian Singerman – Gründer des iGoogle-Teams (2004)
- Sean Parker – Mitbegründer von Napster (1999), Mitbegründer von Plaxo (2001), Gründungspräsident von Facebook (2004), Mitbegründer von Causes (2007) und Mitbegründer von Airtime (2010)

Anfang 2025 hatte das Unternehmen dreizehn Partner:
- Peter Thiel
- Brian Singerman
- Lauren Gross
- Scott Nolan
- Trae Stephens
- John Luttig
- Napoleon Ta
- Matias Van Thienen
- Amin Mirzadegan
- Joey Krug
- Delian Asparouhov
- Ryan Petersen
- Sean Liu

## Investments
Der Founders Fund investiert in eine breite Palette von Unternehmen und Sektoren, sowohl in der Frühphase als auch in etabliertere Start-ups. Zu den Investitionen des Unternehmens gehören Airbnb, Anduril, DeepMind, Lyft, Facebook, Flexport, Palantir Technologies, SpaceX, Spotify, Stripe, Wish, Neuralink, OpenAI, Varda Space Industries, Nubank, Trade Republic und Twilio.